# Zamosze (przystanek kolejowy w obwodzie witebskim)
Zamosze (biał. Замошша, ros. Замошье) – przystanek kolejowy w pobliżu miejscowości Zamosze, w rejonie głębockim, w obwodzie witebskim, na Białorusi. Położony jest na linii Połock - Mołodeczno.